# Dhivehi (sprog)
Dhivehi (ދިވެހިބަސް), (findes også omtalt som Maldivisk og tidligere også som Divehi) er Maldivernes nationalsprog og tales også i dele af det indiske unionsterritorium Lakshadweep, en øgruppe, der ligger nord for Maldiverne. 
Dhivehi, der tales af i alt omkring 300.000 mennesker, er et indoarisk sprog, der er nært beslægtet med Singalesisk. Derudover er den sproglige udvikling influeret af påvirkning fra først og fremmest arabisk samt en række andre sprog, deriblandt malayalam, urdu, hindi, fransk, persisk, portugisisk og engelsk.